# بدائل البيض
بدائل البيض هي منتجات غذائية يمكن استخدامها بدلًا من البيض في الطبخ والمخبوزات.

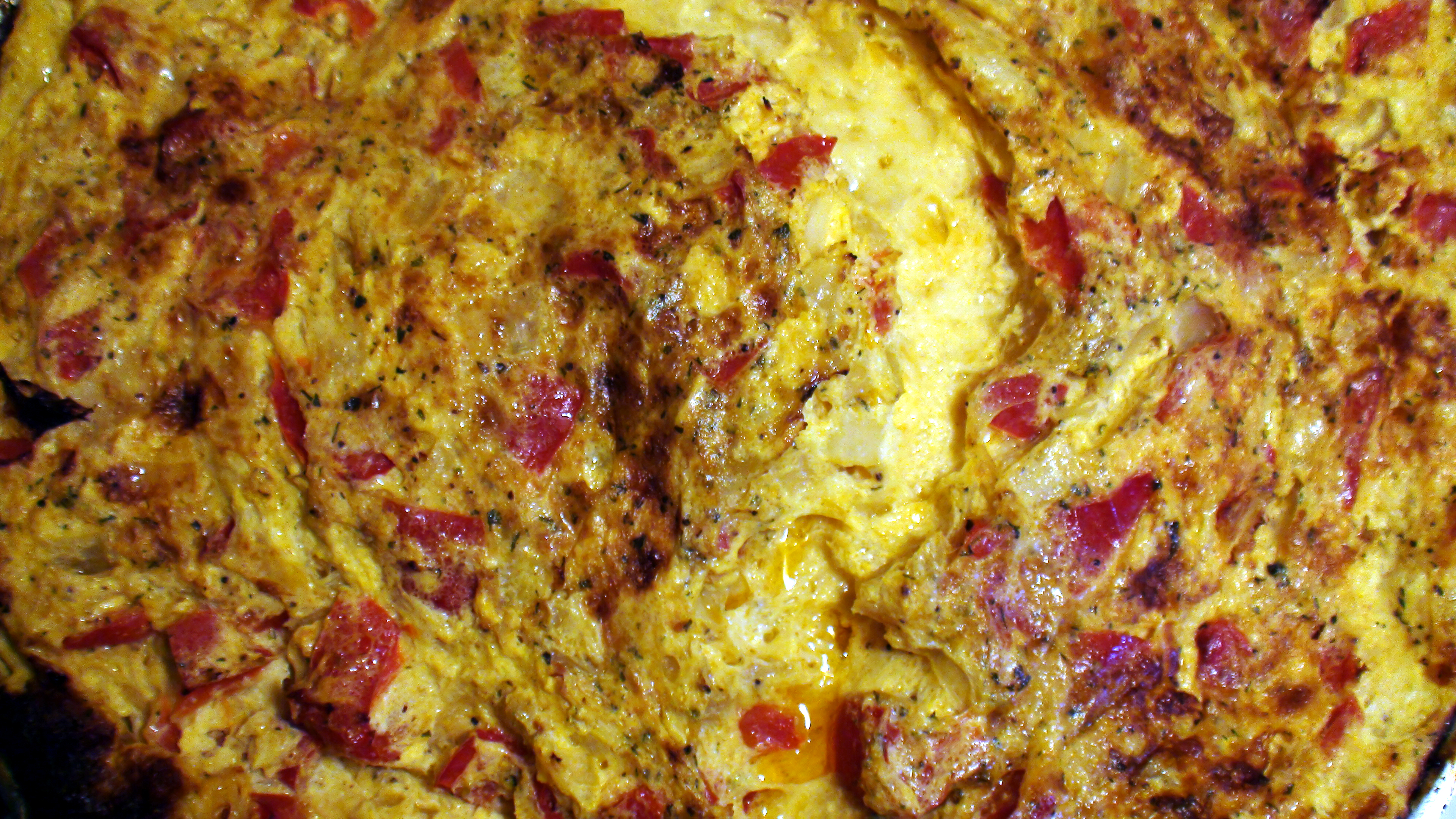
صورة مقربة من عمل الأومليت ببدائل البيض

## أنواعه

### تجاري
هناك العديد من البدائل التجارية حاليًا للبيض لمن يتجنب استخدامه. معظم هذه المنتجات تتجنب كل المنتجات الحيوانية للنباتيين ولا تحتوي علي الكوليسترول.
- هامبتون جريك: شركة تغامر وتنتج منجات خالية من البيض وبما في ذلك عجين الكعك والمايونيز ، ويعتمد علي الغذاء ذا الطعم الطبيعي الخالي من منتجات الألبان من الزبدة الصفراء.[1][2][3][4]
- بديل البيض:[5] وهو مزيج من نشا البطاطس ودقيق التبيوكا مع التخمير (لاكتات الكالسيوم وكاربونات الكالسيوم وكريم التارتار) والصمغ السيليلوزي والسيليلوز المعدل.[6]
- بديل صفار البيض النباتي للنباتيين: وهي مناسبة لأي وجبة لاستخدامها بديلًا لصفار البيض. ويُصنع من "رقائق الخميرة الغذائية وحمض الألجينيك والملح الأسود والبيتا كاروتين [7] أول  مرة تم بيع الغذاء النباتي في عام 2012 وهي متوفرة في متاجر متنوعة من متاجر التجزئة وعبر الإنترنت ومتاجر الولايات المتحدة الأمريكية والمملكة المتحدة وأستراليا ونيوزيلندا وجنوب أفريقيا.

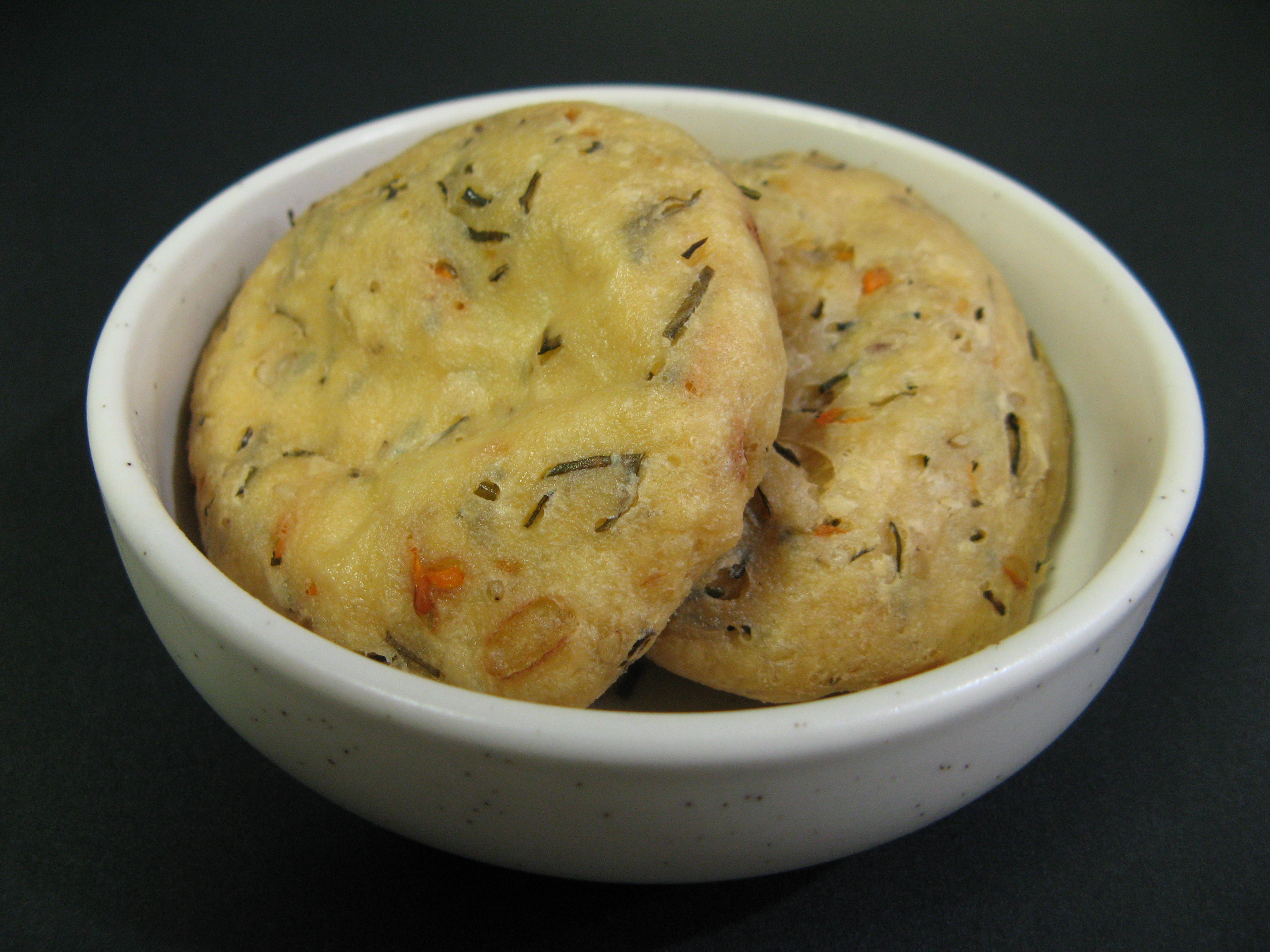
استخدام التوفو في عمل أطباق البيض

### صناعة منزلية
يمكن صناعة بديل البيض ببساطة في المنزل باستخدام التوفو وهو من الفول الصويا المهروس ومجموعة متنوعة من الفواكه ونشا البطاطس والبطاطس المهروسة وبيكنج بودر(مسحوق الخبيز) ومن البذور الأغار ومسحوق الحمص وأكثر من ذلك.
- آكوافابا: هو بديل طبيعي للبيض مُكتشف من قبل المتخصصين في فن الطهي الجزئي ويمكن الحصول عليه من خلال غلي الحمص أو بقوليات أخرى وهذا يمكن متجنبين البيض من تبديله لصناعة الأطباق التي تصنع بالبيض مثل المكرونة أو فطائر ميرينج الليمون

- التوفو : لعمل أطباق تشبه البيض.

وأيضًا يحل التوفو مكان البيض في الوجبات التي تستهلك عدد كبير من البيض مثل الكيش أو الكاسترد. لا يسبب التوفو  الانتفاخات مثل البيض لكن يشبه قوامه قوام أطباق البيض ويمكن استخدام صنف التوفو الحريري لعمل أطباق الأومليت.
أما للتحلية والحلوي والمخبوزات، فيمكن استخدام الفواكه لخدمة نفس الغرض لاستبدال بيضة واحدة يمكن استخدام الثمار الآتية:
1. الموز
2. ربع كوب من القرع المعلب أو الطبيعي.
3. ربع كوب عصير تفاح
4. ربع كوب برقوق مجمد

ومع ذلك، سوف تضيف هذه بعض النكهة إلى الوصفة:
1. لخبز الكوكيز والكعك (البرونيز) وبار الحلوة قم بخلط ملعقة من بذور الكتان مع 3 ملاعق كبيرة من الماء الدافئ وتركه لبضعة دقائق ليكون قوامه ثخينًا قبل وضعه في الوصفة يجب أن تكون بذور الكتان طازجة أو مبردة ملعقة واحدة من بذر الكتان تعادل بيضة واحدة يمكن المضاعفة حسب الحاجة، وتنصح وصفة Chef In You بوضع ربع ملعقة بيكنج بودر.
2. يستخدم البيض أيضًا لتوفير القوام اللين للعجينة ويمكن استبدال بربع كوب ماء أو حليب أو عصير فاكهة أو فاكهة مهروسة.[11]

ويمكن استخدام بذور الشيا كعامل ربط واستخدامها مثل بذور الكتان أعلاه. إذا كان من المهم الحفاظ على لون الوصفة يجب الأخذ في الاعتبار أن استخدم بذور الشيا البيضاء بدلاً من تلك الداكنة قد يؤدي إلى إعطاء المخبوز لو أسود.
3. يمكن استخدام دقيق الحمص في العديد من الوصفات لتزويد كل من النسيج واللون الذي يمكن أن يوفره البيض وبالإضافة إلى الفوائد الغذائية بما في ذلك البروتين والفولات والحديد والكالسيوم والعديد من الفيتامينات والمعادن الأخري. ربع كوب من دقيق الحمص مع 1/4 كوب ماء أو سائل أخر يعادل بيضة واحدة. يلاحظ موقع Veganbaking.net أن العيب الوحيد لطحين الحمص هو أنه طعمها مريع قبل الطهي لذلك يفضل استخدام بذور الكتان أو الشيا والتي لا تغير طعم الوصفة.